# Allen West (homme politique)
Pour les articles homonymes, voir Allen West (homonymie) et West.
Allen Bernard West, né le 7 février 1961 à Atlanta, est un militaire et homme politique américain, ancien membre de la Chambre des représentants. Il est membre du Parti républicain.

## Biographie
Allen West est né à Atlanta en Géorgie, d'Elizabeth (née Thomas ; 1931-1994) et Herman West Sr. (1920-1986) le 7 février 1961,[source insuffisante]. Son père et son frère ont fait une carrière d'officier au sein de l'armée. Le père d'Allen West a servi sous le drapeau américain pendant la Seconde Guerre mondiale, son frère a lui servi au Viêt Nam. Sa mère est une employée civile des United States Marine Corps.
West rejoint l'armée des États-Unis en 1983. Son unité est déployé au Koweït en 1991 et en Irak en 2003. En 2003, il a été accusé d'avoir simulé l’exécution d'un policier irakien pour lui soutirer des informations. Il est condamné à payer une amende de 5 000 $ et admis à la retraite comme lieutenant-colonel.
Après avoir quitté l'armée, il déménage avec sa famille en Floride, où il enseigne dans un lycée pendant un an, il passe aussi une partie de son temps en Afghanistan en tant que civil et conseiller pour l'Armée nationale afghane.
Il entre en politique en 2008 en tant que candidat à la Chambre des représentants pour le 22e district de la Floride. Avec 45,3 % des voix, il est battu par le démocrate sortant Ron Klein (en). Le même jour, le district vote à 52 % pour Barack Obama. Il affronte à nouveau Klein en 2010 et remporte l'élection en pleine vague républicaine. Durant son mandat, il est considéré comme l'une des « stars » du Tea Party. En 2012, il est candidat à un second mandat. Il se présente dans un autre district, plus favorable aux républicains. Il affronte le démocrate Patrick Murphy. West lève quatre fois plus de fonds que son opposant, nouveau venu en politique. Après un recompte des voix, il est finalement battu par Murphy qui dispose de 1 904 bulletins d'avance (soit 0,58 % des voix).